# Pietro Barcellona
Pietro Barcellona (Catania, 12 marzo 1936 – San Giovanni la Punta, 6 settembre 2013) è stato un giurista e politico italiano.

## Biografia
È stato docente di diritto privato e di filosofia del diritto presso la facoltà di giurisprudenza dell'Università di Catania. È stato membro del Consiglio superiore della magistratura.
Si laurea in Giurisprudenza nel 1959 e nel 1963 consegue la libera docenza in Diritto Civile, insegnando a Messina. Dal 1976 al 1979 è componente del Consiglio Superiore della Magistratura. Ha diretto il Centro per la Riforma dello Stato, fondato con Pietro Ingrao.
Nel 1979 è stato eletto deputato nelle file del Partito Comunista Italiano ed è stato membro della commissione giustizia della Camera fino al 1983 .
A causa della sua formazione teorica materialista, ha suscitato nel 2010 molto scalpore la sua conversione raccontata nel libro Incontro con Gesù.
Docente emerito di filosofia del diritto all'università di Catania, è morto all'età di 77 anni la sera del 6 settembre 2013.
Presso l'Università degli studi di Catania e, più in generale nell'ambiente politico locale, era soprannominato "il Barone Rosso".

## Opere
È autore di novantaquattro pubblicazioni. Ne seguono alcune:
- Diritto privato e processo economico, Jovene Editore, 1973.
- L'uso alternativo del diritto, Laterza, 1973.
- P. Barcellona, G. Cotturri, Stato e giuristi tra crisi e riforma, De Donato, Bari, 1974.
- Stato e mercato tra monopolio e democrazia, De Donato, 1976.
- La Repubblica in trasformazione. Problemi istituzionali del caso italiano, De Donato, 1978.
- Oltre lo Stato sociale: economia e politica nella crisi dello Stato keynesiano, De Donato, 1981.
- I soggetti e le norme, Giuffrè, 1984. ISBN 978-88-14-06879-9
- L'individualismo proprietario, Bollati Boringhieri, 1987. ISBN 978-88-339-0405-4
- L'egoismo maturo e la follia del capitale, Bollati Boringhieri, 1988. ISBN 978-88-339-0455-9
- Il Capitale come puro spirito: un fantasma si aggira per il mondo, Editori Riuniti, 1990. ISBN 978-88-3593-417-2
- Il ritorno del legame sociale, Bollati Boringhieri, 1990. ISBN 978-88-339-0526-6
- Lo spazio della politica. Tecnica e democrazia, Editori Riuniti, 1993.
- Dallo Stato sociale allo Stato immaginario. Critica della «Ragione funzionalista», Bollati Boringhieri, 1994. ISBN 978-88-339-0835-9
- P. Barcellona, E. Gelpi, V. Lanternari, Laicità. Una sfida per il terzo millennio, Argo, 1995. ISBN 978-88-86211-35-2
- Diritto privato società moderna, Jovene, 1996. ISBN 978-88-243-1188-5
- L'individuo sociale, Costa & Nolan, 1996. ISBN 978-88-7648-217-5
- Politica e passioni. Proposte per un dibattito, Bollati Boringhieri, 1997. ISBN 978-88-339-1034-5
- Il declino dello Stato. Riflessioni di fine secolo sulla crisi del progetto moderno, Ed. Dedalo, 1998. ISBN 978-88-220-5301-5
- Quale politica per il Terzo millennio?, Ed. Dedalo, 2000. ISBN 978-88-220-5308-4
- L'individuo e la comunità, Edizioni Lavoro, 2000. ISBN 978-88-7910-951-2
- Le passioni negate. Globalismo e diritti umani, Città Aperta, 2001. ISBN 978-88-8137-028-3
- Le istituzioni del diritto privato contemporaneo, Jovene, 2002. ISBN 978-88-243-1444-2
- Tensioni metropolitane, Città Aperta, 2002. ISBN 978-88-8137-042-9
- P. Barcellona, A. Carrino, I diritti umani tra politica, filosofia e storia, A. Guida, 2003.
- La strategia dell'anima, Città Aperta, 2003. ISBN 978-88-8137-074-0
- Diritto senza società. Dal disincanto all'indifferenza, Ed. Dedalo, 2003. ISBN 978-88-220-5338-1
- P. Barcellona, R. De Giorgi, S. Natoli, Fine della storia e mondo come sistema. Tesi sulla post-modernità, Ed. Dedalo, 2003. ISBN 978-88-220-5333-6
- Il suicidio dell'Europa. Dalla coscienza infelice all'edonismo cognitivo, Ed. Dedalo, 2005. ISBN 978-88-220-5347-3
- Critica della ragion laica, Città Aperta, 2006. ISBN 978-88-8137-234-8
- Diagnosi del presente, Bonanno, 2007. ISBN 978-88-7796-367-3
- La parola perduta. Tra polis greca e cyberspazio, Ed. Dedalo, 2007. ISBN 978-88-220-5367-1
- L'epoca del postumano, Città Aperta, 2007. ISBN 978-88-8137-307-9
- La lotta tra diritto e giustizia, Marietti, 2008. ISBN 978-88-211-6446-0
- Il furto dell'anima. La narrazione post-umana, Ed. Dedalo, 2008. ISBN 978-88-220-5375-6
- L'ineludibile questione di Dio, Marietti, 2009. ISBN 978-88-211-2494-5
- L'oracolo di Delfi e L'isola delle capre, Marietti, 2009. ISBN 978-88-211-2496-9
- Elogio del discorso inutile. La parola gratuita, Ed. Dedalo, 2010. ISBN 978-88-220-5384-8
- Viaggio nel Bel Paese. Tra nostalgia e speranza, Città Aperta, 2010. ISBN 978-88-8137-424-3
- Incontro con Gesù, Marietti, 2010. ISBN 978-88-211-2501-0
- Declinazioni futuro/passato. Poesie, Prova d'autore, 2010. ISBN 978-88-6282-031-8
- Il sapere affettivo, Diabasis, 2011. ISBN 978-88-8103-754-4
- Il desiderio impossibile, Prova d'autore, 2011. ISBN 978-88-6282-057-8
- Passaggio d'epoca. L'Italia al tempo della crisi, Marietti, 2011. ISBN 978-88-211-2503-4
- La speranza contro la paura, Marietti, 2012. ISBN 978-88-211-2509-6
- L'occidente tra libertà e tecnica, Saletta dell'Uva, 2013. ISBN 978-88-6133-068-9
- Parolepotere, Castelvecchi, 2013. ISBN 978-88-7615-915-2
- Sottopelle. La storia, gli affetti, Castelvecchi, 2014. ISBN 978-88-6826-235-8
- La sfida della modernità, La Scuola, 2014. ISBN 978-88-350-3599-2

## Pietro Barcellona e la pittura
Una delle più grandi passioni di Pietro Barcellona, è stata senza dubbio la pittura. Comincia a dipingere all'età di 20 anni.
Due sue opere si trovano in esposizione permanente presso il "Museo dei Castelli Romani". Un suo quadro fa parte della collezione permanente della Salerniana, Galleria Civica d'Arte Contemporanea "Giuseppe Perricone". 
Vanta diverse personali:
- 1959 - "Mostra Città di Catania";
- 1997 - "Galleria Arte Club" di Catania, con testi critici di Manlio Sgalambro e Salvo Di Stefano;
- 2001 - "Galleria Arte Club" di Catania. Espone un nucleo di ventiquattro opere sul tema "La città della donna" con testo critico di Giuseppe Frazzetto;
- 2002 - "Tensioni metropolitane" presso "Fondazione Luigi Di Sarro" di Roma;
- 2002 - "Galleria Quadrifoglio" di Siracusa;
- 2002 - "Fondazione Filiberto Menna" di Salerno;
- 2003 - "Mitologia del quotidiano" presso "Galleria La Borgognona" di Roma, con testi in catalogo di Simonetta Lux e Domenico Guzzi[3];
- 2003 - "Contrasti" presso "Galleria Tornabuoni" di Firenze, con testo in catalogo di Fabio Fornaciai e dello stesso Barcellona[3];
- 2004 - "Museo dell'Infiorata" di Genzano;
- 2006 - "L'impossibile completezza" presso il "Museo Laboratorio di Arte Contemporanea" di Roma, a cura di Patrizia Ferri e Mario de Candia[4];
- 2011 - "Il desiderio impossibile" presso "Le Ciminiere", Sala C2, di Catania, con testo critico di Mario Grasso.

## Saggi sull'opera di Pietro Barcellona
- AA.VV., Su Pietro Barcellona, ovvero, riverberi del meno, Atti del Convegno di Studi su alcune opere di Pietro Barcellona, a cura di Mario Grasso. Prova d'Autore, 2015. ISBN 978-88-6282-154-4
- W. Magnoni, Persona e società: linee di etica sociale a partire da alcune provocazioni di Norberto Bobbio, Glossa Edizioni, Milano, 2012. ISBN 978-88-7105-301-1
- M. De Candia, P. Ferri, Pietro Barcellona raccontato dai suoi amici, Gangemi, 2006. ISBN 978-88-492-0933-4
- T. Greco, Modernità, diritto e legame sociale, in «Materiali per una storia della cultura giuridica», XXXI (2001), n. 2, pp. 517–541.
- S. Pegorin, Emergenza Antropologica. Pietro Barcellona e la lotta in difesa dell’umano

## Riconoscimenti
Il 29 marzo 2014, il Comune di Misterbianco (CT) gli intitola una piazza.